# جرانیمو استیتس (آریزونا)
جرانیمو استیتس (به انگلیسی: Geronimo Estates) یک منطقهٔ مسکونی در ایالات متحده آمریکا است که در شهرستان جیلا، آریزونا واقع شده‌است. جرانیمو استیتس ۳٫۴۳ کیلومتر مربع مساحت و ۱٬۳۱۴ نفر جمعیت دارد و ۱٬۶۲۵٫۸۲ متر بالاتر از سطح دریا واقع شده‌است.